# محمد مخیری اجمل بن مهدی
محمد مخیری اجمل بن مهدی (انگلیسی: Mukhairi Ajmal؛ زادهٔ ۷ نوامبر ۲۰۰۱) بازیکن فوتبال است.
وی همچنین در تیم ملی فوتبال مالزی بازی کرده‌است.